# Sinfonietta
En sinfonietta er en symfoni, der er mindre eller lettere end en standard symfoni. Selvom formen er italiensk, så er ordet sinfonietta ikke italiensk og er kun sjældent blevet brugt af italienske komponister. Den synes, at være blevet opfundet i 1874 af Joachim Raff til hans Op. 188, men blev kun almindelig i det tidligere 1900-tal.
Adskillige komponister har skrevet sinfoniettær:
- William Alwyns Sinfonietta for strengeinstrumenter (1970)
- Malcolm Arnolds Sinfonietta No. 1, Op. 48 (1954), Sinfonietta No. 2, Op. 65 (1958) og Sinfonietta No. 3, Op. 81 (1964)
- Jürg Baurs Triton-Sinfonietta: 3 Grotesken für Kammerorchester (1974)
- Arnold Baxs Sinfonietta (1932)
- Lennox Berkeleys Sinfonietta, Op. 34 (1950)
- Herbert Blendingers Sinfonietta, Op. 30 (1976)
- Eugène Bozzas Sinfonietta for string orchestra, Op. 61 (1944)
- Benjamin Brittens Sinfonietta, Op. 1 (1932)
- Henry Cowells Sinfonietta til kammerorkester (1928)
- Ingolf Dahls Sinfonietta for koncertband
- Peter Maxwell Daviess Sinfonietta accademica (1987)
- Louis Dureys Sinfonietta for strengeinstrumenter, Op. 105 (1966)
- Ulvi Cemal Erkins Sinfonietta for strengeorkester (1951–59)
- Iván Erőds Minnesota Sinfonietta, Op. 51
- Peggy Glanville-Hickss Sinfonietta No. 1 i D minor for lille orkester (1935) og Sinfonietta No. 2 for orkester (1938)
- Ernesto Halffters Sinfonietta i D major (1925)
- Josef Matthias Hauers Sinfonietta i 3 Sätzen, Op. 50
- Bernard Herrmanns Sinfonietta for strengeorkester (1935)
- Paul Hindemiths Lustige Sinfonietta, Op. 4 (1916) og Symphonietta (Little Symphony) i E major (1949)
- Alun Hoddinotts Sinfonietta No. 1, Op. 56 (1968), Sinfonietta No. 2, Op. 67 (1969), Sinfonietta No. 3, Op. 71 (1970) og Sinfonietta No. 4 (1971)
- Mikhail Ippolitov-Ivanovs Sinfonietta, Op. 34 (arrangement for stort orkester af Violin Sonata, Op. 8) (1902)
- Leoš Janáčeks Sinfonietta (1926)
- John Jouberts Sinfonietta for kammerorkester, Op. 38
- Pál Kadosas Sinfonietta for orkester
- Vítězslava Kaprálovás Military Sinfonietta, Op. 11 (1937)
- Erich Wolfgang Korngolds Sinfonietta i B major, Op. 5 (1912)
- Ernst Kreneks Sinfonietta til strengeorkester, "A brasileira", Op. 131 (1952)
- Elizabeth Maconchys Sinfonietta (1976), ikke at forveksle med hendes Lille Symfoni (1980–81)
- Tomás Marcos Sinfonietta No. 1 ("Opaco resplandor de la memoria"), for orkester (1998–99) og Sinfonietta No. 2 "Curvas del Guadiana" (2004)
- Igor Markevitchs Sinfonietta i F (1928–29)
- Darius Milhauds Sinfonietta, Op. 363 (1957)
- Bohuslav Martinůs Sinfonietta giocosa (1940) og Sinfonietta La Jolla (1950) for både klaver og kammerorkester
- E. J. Moerans Sinfonietta (1944)
- José Pablo Moncayos Sinfonietta (1945)
- Saburo Morois Sinfonietta in B-flat, Op. 24 "For Children" (1943)
- Ottokar Nováčeks Sinfonietta for træblæser-oktet (1905)
- Krzysztof Pendereckis Sinfonietta No. 1, for strengeorkester (1992) og Sinfonietta No. 2, for klarinet og strengeinstrumenter (1994)
- George Perles Sinfonietta
- Astor Piazzollas Sinfonietta for kammerorkester, Op. 19
- Walter Pistons Sinfonietta (1941)
- Francis Poulencs Sinfonietta (1947)
- Sergei Prokofievs Sinfonietta i A major, Op. 5 (1909, rev. 1929 as Op. 48)
- Joachim Raffs Sinfonietta for ten winds, Op. 188 (1874)
- Max Regers Sinfonietta i A major, Op. 90 (1904-05)
- Wallingford Rieggers Sinfonietta (1959)
- Nikolai Rimsky-Korsakovs Sinfonietta on Russian Themes i A minor, Op. 31 (1879-84)
- Albert Roussels Sinfonietta for string orchestra, Op. 52 (1934)
- Edmund Rubbras Sinfonietta for stort strengeorkester, Op. 163 (1984–85)
- Humphrey Searles Sinfonietta, Op. 49, for fløjte, obo, klarinet, basun, horn, violin, viola, violoncello og dobeltbas
- Carlos Surinachs Sinfonietta flamenca (1953–54)
- Erich Urbanners Sinfonietta 79
- Heitor Villa-Loboss Sinfonietta No. 1 (1916) og Sinfonietta No. 2 (1947)
- Graham Waterhouses Sinfonietta for trengeorkester, Op. 54 (2002)
- Felix Weingartners Sinfonietta, Op. 83 (1932)
- Alexander von Zemlinskys Sinfonietta for orkester, Op. 23 (1934)

## Yderligere læsning
- Alvarez, Alberto J. 2007. Sinfonietta en re de Ernesto Halffter. Málaga: Ediciones Maestro. ISBN 978-84-96644-50-2.
- Bird, Steven Carl. 1985. "Folk Material and Its Relationship to Structure and Form in Janácek's Sinfonietta". Acta Janáčkiana 2:64-75.
- Kemp, Ian. 1998. "Sinfonietta 1950: Colour of Design". In Hindemith-Jahrbuch/Annales Hindemith, no. 27:180–96.
- Krier, Yves. 1998. "La Sinfonietta: Une introduction à l'art classique roussélien". Musurgia: Analyse et Pratique Musicales 5, nos. 3–4:163–90.
- Loll, Werner. 1992. "Ein Spiel mit Moden und Traditionen: Zur Sinfonietta op. 23". Österreichische Musikzeitschrift 47, no. 4 (April): 190–98.
- Palacios Nieto, María. 2006. "Nueva música sinfónica: Acogida crítica y análisis de Sinfonietta". Cuadernos de Música Iberoamericana, no. 11 ("Monográfico dedicado a Ernesto Halffter (1905–1989) en su centenario", edited by Emilio Casares Rodicio): 123–40.
- Schmitz, Eugen. 1905. Max Reger's Sinfonietta. Münchner Broschüren 4. Munich: G. Müller.